# Ludger Knepper

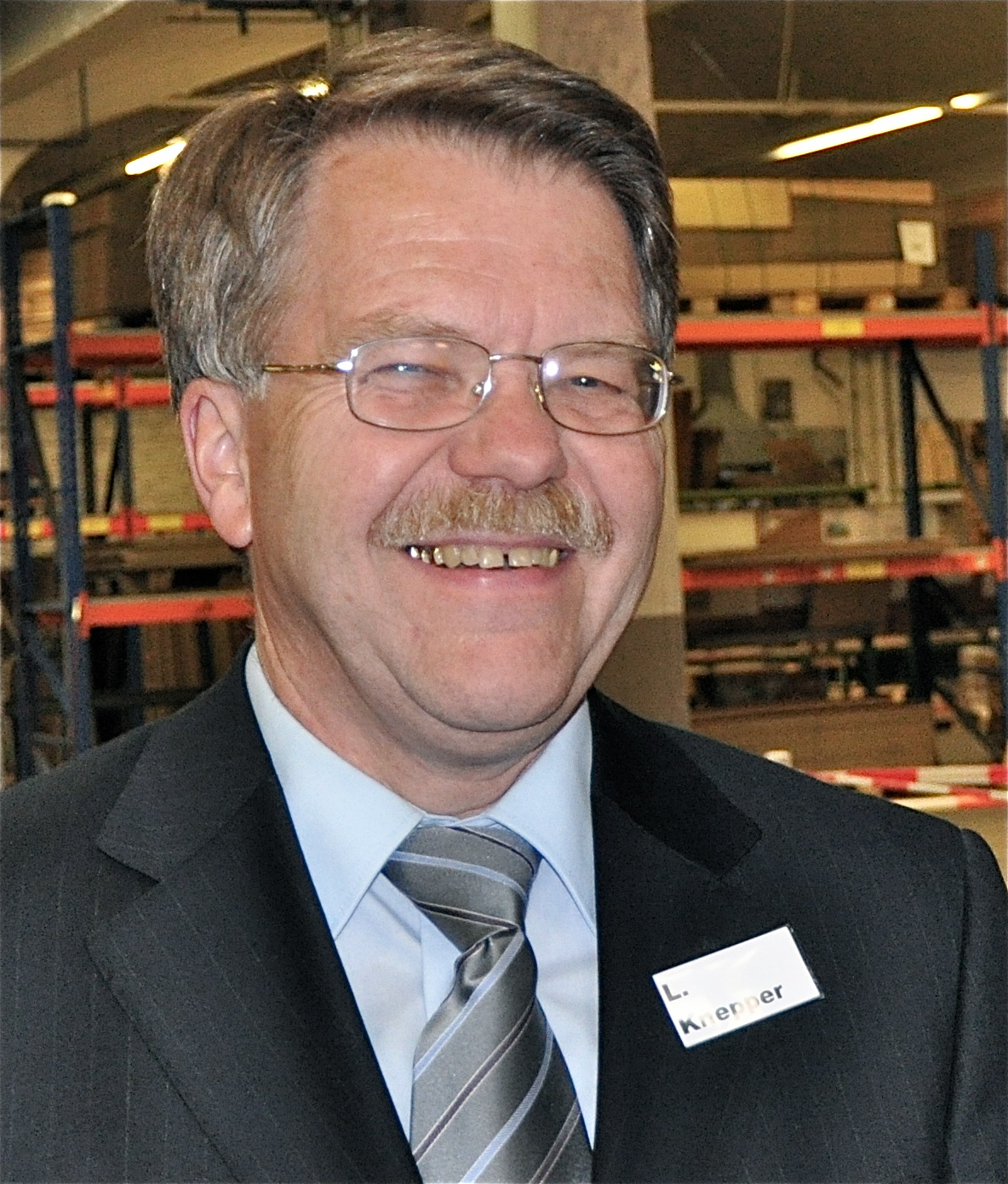
Ludger Knepper (2011)

Ludger Knepper (* 27. Februar 1950 in Lünen) ist ein deutscher Maschinenbauingenieur und Hochschullehrer an der FH Aachen.

## Leben
Nach dem Abitur in Dortmund studierte Ludger Knepper ab dem Wintersemester 1968/69 an der RWTH Aachen Maschinenbau. In seinem ersten Studiensemester schloss er sich dem Corps Saxonia-Berlin an. Das Studium schloss er 1973 als Dipl.-Ing. ab. Anschließend absolvierte er ein wirtschaftswissenschaftliches Aufbaustudium und war als Promotionsstipendiat am Institut für Fördertechnik und Schienenfahrzeuge der RWTH tätig. 1978 wurde er an der Fakultät für Maschinenwesen der RWTH Aachen zum Dr.-Ing. promoviert.
1978 ging er als Projektingenieur zur Firma Carl Schenck AG nach Darmstadt. Von hier wurde er 1984 als Professor an die FH Aachen berufen, wo er jetzt im Fachbereich Maschinenbau und Mechatronik das Gebiet der Produktionslogistik innehat. Er gehört dem Vorstand des Aachen Institute of Applied Sciences e.V. an.

## Veröffentlichungen
- Einsatz und Auslegung von Hochlagersystemen für Container, dargestellt am Beispiel einer Seehafenumschlaganlage, 1978
- Verstärkte materialflusstechnische Integration von Hochregallagern in Produktions- und Umschlaganlagen. Konferenz-Einzelbericht: 4. Internationaler Logistik Kongress. Deutsche Gesellschaft für Logistik (DGfL), Dortmund, 7.–9. Dezember 1983. Kongresshandbuch 1
- Integrierte Hochregallager als materialflusstechnische Knotenpunkte moderner Produktions- und Umschlaganlagen. Konferenz-Einzelbericht: Materialfluss – Logistik und Technik. Seminar für Materialfluss, Universität Karlsruhe, 1984
- Hochregallager fuer Luftfracht – 365 Tage pro Jahr in Betrieb. In: Foerdern und Heben. – 35(1985), Heft 5. – Seite: 363 – 366. – ISSN 0341-2636
- Der moderne Luftfrachtverkehr – leistungsfähig durch seine bodengebundenen Umschlagssysteme. Konferenzeinzelbericht : Transmatik 85. Kongress Neue Technologien im Materialfluss und in der Fördertechnik, Universität Karlsruhe, 10.–12. Mai 1985
- Das Rolltor: Bauwerköffnungs-Abschlüsse; Aufbau, Konstruktion, Hinweise zur Berechnung Zusammen mit Horst Günter Steuff (Hauptautor) und Frieder Thiele, 1992, ISBN 3-8041-3165-4
- Simulation: Vom reinen Planungswerkzeug zum Betriebsführungs-Instrument. In: Foerdern und Heben, Jahrgang 46, 1996, Heft 3, S. 158–160, ISSN 0341-2636
- Staplereinsatzkonzept Rohstofflagerplatz einer Papierfabrik, 2000
- Procurement Optimizer – Rechner- und internetgestütztes Tool zur Optimierung der Materialbeschaffung in der Produktion, 2003
- Aufbau eines Benchmark-Systems für operative Unternehmensprozesse, 2004